# Francesco Zoppis
Francesco Zoppis (Venezia, 1715 – Venezia, ...) è stato un compositore italiano.
Poco si conosce della vita di Zoppis. La sua prima opera nota, Lucio Papirio dittatore, andò in scena nel 1739 a Graz. Successivamente lo troviamo a Bonn, dove il 21 novembre 1745 fu nominato vice-Kapellmeister (vice-maestro di cappella) al servizio dell'arcivescovo di Colonia Clemente Augusto, posto che tenne fino al 1752. Lo stesso anno entrò a far parte della compagnia teatrale di Giovanni Battista Locatelli, con la quale si recò dapprima a Praga, dove l'anno successivo diede Il Vologeso, e successivamente a San Pietroburgo, dove mise in scena nel 1758 la Didone abbandonata e nel 1760 La Galatea. Nella città russa fu inoltre nominato vice-direttore dell'Opera Italiana, assistendo quindi Hermann Friedrich Raupach, e successivamente direttore. Nel 1768 affiancò anche la posizione di direttore del coro della cappella imperiale, succedendo a Baldassare Galuppi. Nel 1781 lasciò San Pietroburgo e tornò in Italia, dove forse compose altre lavori come l'oratorio Isacco, sui versi di Pietro Metastasio, un Te Deum in re maggiore e diverse cantate e arie.